# Кучинівська сільська рада
Кучи́нівська сільська́ ра́да — адміністративно-територіальна одиниця та орган місцевого самоврядування у Щорському районі Чернігівської області. Адміністративний центр — село Кучинівка.

## Загальні відомості
- Населення ради: 1626 осіб (станом на 2001 рік)

## Населені пункти
Сільській раді підпорядковані населені пункти:
- с. Кучинівка

## Склад ради
Рада складалася з 18 депутатів та голови.
- Голова ради: Карась Валентина Михайлівна
- Секретар ради: Канавченко Олександр Володимирович

### Депутати
За результатами місцевих виборів 2010 року депутатами ради стали:

#### За суб'єктами висування
| Суб'єкт висування                     | Кількість обраних депутатів | %    |
| ------------------------------------- | --------------------------- | ---- |
| Партія регіонів                       | 7                           | 38,9 |
| Народна партія                        | 4                           | 22,2 |
| Самовисування                         | 3                           | 16,7 |
| Українська соціал-демократична партія | 3                           | 16,7 |
| Комуністична партія України           | 1                           | 5,6  |

#### За округами
| № округу                              | Прізвище, ім'я, по батькові        | Дата визнання обраним | Освіта  | Партійна приналежність                        | Відомості про обраного депутата                        |
| ------------------------------------- | ---------------------------------- | --------------------- | ------- | --------------------------------------------- | ------------------------------------------------------ |
| Комуністична партія України           |                                    |                       |         |                                               |                                                        |
| 6                                     | Довбиш Лариса Володимирівна        | 02.11.2010            | середня | член Комуністичної партії України             | територіальний центр, соц. працівник                   |
| Народна Партія                        |                                    |                       |         |                                               |                                                        |
| 1                                     | Булденко Наталія Михайлівна        | 05.11.2010            | вища    | член Народної партії                          | Кучинівський фельдшерсько-акушерський пункт, завідувач |
| 7                                     | Насінник Іван Григорович           | 02.11.2010            | середня | член Народної партії                          | ДП «Щорський райагролісгосп», лісник                   |
| 9                                     | Терещенко Анатолій Анатолійович    | 02.11.2010            | вища    | член Народної партії                          | ДП «Щорський райагролісгосп», лісник                   |
| 17                                    | Терещенко Микола Анатолійович      | 02.11.2010            | вища    | член Народної партії                          | ДП «Щорський райагролісгосп», майстер лісу             |
| Партія регіонів                       |                                    |                       |         |                                               |                                                        |
| 2                                     | Апецько Оксана Михайлівна          | 05.11.2010            | вища    | член Партії регіонів                          | магазин, продавець                                     |
| 4                                     | Булденко Микола Петрович           | 05.11.2010            | вища    | позапартійний                                 | ТОВ «Сільгоспсервіс», заступник директора              |
| 8                                     | Мовчан Дмитро Якович               | 02.11.2010            | вища    | позапартійний                                 | РЕМБУД м. Київ, різноробочий                           |
| 11                                    | Кривенко Володимир Микитович       | 02.11.2010            | середня | член Партії регіонів                          | тимчасово не працює                                    |
| 12                                    | Недвига Олена Миколаївна           | 02.11.2010            | вища    | член Партії регіонів                          | Кучинівська сільська рада, секретар                    |
| 16                                    | Терещенко Тамара Валеріївна        | 02.11.2010            | вища    | позапартійна                                  | Кучинівське відділення зв'язку, листоноша              |
| 18                                    | Петрик Антоніна Миколаївна         | 02.11.2010            | вища    | член Партії регіонів                          | магазин, продавець                                     |
| Українська соціал-демократична партія |                                    |                       |         |                                               |                                                        |
| 10                                    | Канавченко Олександр Володимирович | 02.11.2010            | вища    | позапартійний                                 | Кучинівська сільська рада, бухгалтер                   |
| 13                                    | Авраменко Ірина Дмитрівна          | 02.11.2010            | вища    | позапартійна                                  | тимчасово не працює                                    |
| 14                                    | Коровайко Олександр Володимирович  | 02.11.2010            | середня | член Української соціал-демократичної партії  | ДП «Щорський райагролісгосп», лісник                   |
| Самовисування                         |                                    |                       |         |                                               |                                                        |
| 3                                     | Булденко Поліна Михайлівна         | 05.11.2010            | вища    | член Всеукраїнського об'єднання «Батьківщина» | Кучинівська сільська рада, землевпорядник              |
| 5                                     | Герасименко Юлія Дмитрівна         | 15.11.2010            | вища    | член Партії регіонів                          | декретна відпустка                                     |
| 15                                    | Коробко Анна Михайлівна            | 02.11.2010            | вища    | позапартійна                                  | приватний підприємець                                  |